# Barranc de Rastanyó
El barranc de Rastanyó és un barranc del terme de Conca de Dalt, al Pallars Jussà, dins del seu antic terme de Toralla i Serradell, en territori del poble de Serradell.
Es forma a 1.256 metres d'altitud a les roques al nord-oest de Serradell, a prop i a llevant de la Cova de Barbuissell i al nord de la Cova de la Bóu. El primer tram davalla per una zona encinglerada, passa a llevant de les Roques de la Bou, s'apropa al poble passant a ponent dels Horts de Rastanyó, passa per l'extrem oest de la Costa, deixa a llevant les partides del Bancal Llarg i la Casquere, així com la Roca de Viudo i a ponent Cantamoixó, travessa les Tarteretes i s'aboca en el riu de Serradell al sud del poble del mateix nom, a Camparriu.